# قرقور
قرقور أو الصخاوي هي قفص على شكل نصف بيضة مصنوع من سعف النخيل أو البوص (الحطب) ومن الأسلاك معدنية مرنة. يتراوح طول القرقور ما بين نصف متر ومترين وهي ذات مدخل قمعي الشكل (فك) ينتهي طرفة في الداخل لمنع هروب الأسماك ويتم إخراج الأسماك المصطادة من فتحة مؤقتة على الطرف الآخر للقرقور.